# Ƞ
Ƞ, ƞ (N с длинной правой ножкой) — устаревшая буква расширенной латиницы. Использовалась для обозначения назализации гласных в языке лакота в орфографии 1982 года. Позже в орфографии лакота была заменена на более общую букву энг, которая обозначает велярный носовой согласный во многих языках. Ƞ может быть спутана с символом МФА для ретрофлексного носового согласного (ɳ). Также строчная форма этой буквы очень похожа на строчную греческую эту (η), которая используется вместо Ƞ в случаях, если глиф Ƞ не поддерживается текущим шрифтом или устройством. В МФА символ ƞ использовался для обозначения слогового альвеолярного носового согласного с 1951 по 1976 годы, ныне обозначаемого как [n̩].
В метелчице, где буква обозначала звук [t͡s], использовалась альтернативная заглавная форма буквы .
В Юникоде обе формы Ƞ расположены в блоке Расширенная латиница — B.